# Hirtodrosophila pleuralis
Hirtodrosophila pleuralis är en tvåvingeart som först beskrevs av Samuel Wendell Williston  1896.  Hirtodrosophila pleuralis ingår i släktet Hirtodrosophila och familjen daggflugor. Inga underarter finns listade i Catalogue of Life.